# Argyropelecus affinis
Argyropelecus affinis ist eine Fischart aus der Familie der Tiefsee-Beilfische (Sternoptychidae). Sie kommt im Atlantik, im Pazifik und im Indischen Ozean vor und erreicht eine Standardlänge (ohne Flossen) von bis zu 8,4 Zentimetern.
Argyropelecus affinis sind Tiefseefische, die sich am Tage in einer Wassertiefe von 350 bis 600 Metern aufhalten und nachts auf 500 bis 170 Meter aufsteigen. Wie die meisten in der Tiefsee lebenden Fische hat Argyropelecus affinis in Proportion zum Kopf übergroße Augen. In den großen Schuppen auf der Bauchseite trägt Argyropelecus affinis kleine Leuchtorgane, die ein bläuliches Licht abgeben und so das Schattenbild nach unten vermindern. Diese Leuchtorgane werden ab einer Standardlänge von 14 mm ausgebildet.
Die Nahrung kleinerer Individuen besteht aus Ruderfußkrebsen und Muschelkrebsen, größere Tiere ernähren sich von Krill, Salpen und Pfeilwürmern. Die Eier von Argyropelecus affinis treiben wie seine Larven als Plankton im Wasser. Die Fischart ist für den kommerziellen Fischfang ohne Bedeutung.